# Tutti i successi di Bobby Solo
Tutti i successi di Bobby Solo è la prima raccolta discografica di Bobby Solo, pubblicato in Italia nel 1967.

## Descrizione
Come si intuisce dal titolo, questo disco è una raccolta di alcune canzoni tratte dai primi tre album dell'artista. Non è presente nessun brano del disco Le canzoni del West.
Vi sono due canzoni, Questa volta e Per far piangere un uomo (presentata al Cantagiro 1966, versione italiana di To Make a Big Man Cry di Tom Jones), pubblicate fino a questo momento solo su 45 giri. La prima è arrangiata dal maestro Gianni Marchetti, e la seconda da Mariano Detto.
Nella copertina il cognome di Peter Callander, coautore di Per far piangere un uomo, è riportato erroneamente come Conrad.
L'album non è mai stato ristampato in CD.

## Tracce
LATO A
1. Ora che sei già una donna - (testo di Mogol; musica di Iller Pattacini) - 2:35
2. Una lacrima sul viso - (testo di Mogol; musica di Lunero) - 3:08
3. Credi a me - (testo di Gianni Sanjust; musica di Gianni Marchetti) - 2:34
4. Cristina - (testo di Paolo Lepore e Gianni Sanjust; musica di Roberto Satti) - 3:24
5. Se piangi se ridi - (testo di Mogol; musica di Gianni Marchetti e Roberto Satti) - 2:58
6. Guapparia - (testo di Libero Bovio; musica di Rodolfo Falvo) - 3:40

LATO B
1. Quello sbagliato - (testo di Alberto Testa; musica di Flavio Carraresi) - 2:56
2. La nostra vallata - (testo di Daniele D'Anza; musica di Fiorenzo Carpi) - 3:30
3. La casa del Signore - (testo italiano di Franco Migliacci; musica di Glenn Artie) - 2:39
4. Questa volta - (testo di Mogol; musica di Roberto Satti e Dinamo) - 3:04
5. Per far piangere un uomo -  testo italiano di Misselvia; testo originale di Peter Callander; musica di Les Reed) - 2:59
6. Te vojo bene assaje - (testo di Raffaele Sacco; musica di Gaetano Donizetti) - 3:23